# Pożarów (województwo lubelskie)
Pożarów – wieś w Polsce położona w województwie lubelskim, w powiecie lubartowskim, w gminie Firlej.
Wieś szlachecka położona była w drugiej połowie XVI wieku w powiecie lubelskim województwa lubelskiego. Wieś wchodziła  w skład klucza kockiego księżnej Anny Jabłonowskiej. W latach 1975–1998 miejscowość położona była w województwie lubelskim.
Wieś stanowi sołectwo gminy Firlej. Według Narodowego Spisu Powszechnego (III 2011 r.) wieś liczyła 166 mieszkańców.
Wierni Kościoła rzymskokatolickiego należą do parafii Wniebowzięcia Najświętszej Maryi Panny w Kocku.

## Części wsi
| SIMC    | Nazwa      | Rodzaj    |
| ------- | ---------- | --------- |
| 1020045 | Borki      | część wsi |
| 1020140 | Podgaje    | część wsi |
| 1020163 | Poprzeczki | część wsi |
| 1020192 | Szerokie   | część wsi |

Według spisu powszechnego z roku 1921 miejscowość Pożarów posiadała 53 domów i 331 mieszkańców

## Zabytek
W Pożarowie znajduje się wiatrak, który po odnowieniu posiada też funkcję mieszkalną.